# Massimo Manuelli
Massimo Manuelli (* 24. Oktober 1938 in Turin) ist ein italienischer Filmregisseur.

## Leben
Manuelli war in den 1960er Jahren als Regieassistent tätig und inszenierte 1981 einen Fernsehfilm, bevor er zum Dokumentarfilm über das Begräbnis Enrico Berlinguers beitrug und Il piccolo teatro di Milano für das Fernsehen verantwortete. 1987 entstand der Kinofilm Una notte, un sogno, den er auch schrieb und in dem er spielte.

## Filmografie (Auswahl)
- 1987: Una notte, un sogno